# Extraordinarius angusyoungi
Extraordinarius angusyoungi – gatunek pająka z rodziny spachaczowatych i podrodziny Sparianthinae.

## Taksonomia
Gatunek ten opisany został po raz pierwszy w 2022 roku przez Cristinę A. Rheims na łamach „Zootaxa”. Jako lokalizację typową wskazano Fazendę Ranchinho da Roça w Petrópolis w brazylijskim stanie Rio de Janeiro. Opisu dokonano na podstawie pojedynczej samicy. Epitet gatunkowy nadano na cześć gitarzysty Angusa Younga.

## Morfologia
Pająk o ciele długości 14,5 mm. Karapaks ma 5,8 mm długości i 5 mm szerokości. Ubarwiony jest brązowo z nieznacznie ciemniejszą jamką i czarnymi obwódkami oczu. Ośmioro oczu rozmieszczonych jest w dwóch rzędach. Wysokość nadustka jest mniejsza niż średnica oczu przednio-środkowej pary. Brązowe szczękoczułki mają na przedniej krawędzi bruzdy trzy ząbki, a na tylnej jej krawędzi dwa małe ząbki. Warga dolna i szczęki są brązowe z bladobrązowokremowymi częściami odsiebnymi. Dłuższe niż szersze sternum jest pomarańczowobrązowe z brązowymi krawędziami. Kolejność par odnóży od najdłuższej do najkrótszej to IV, II, I, III. Barwa ich jest pomarańczowobrązowa, podobnie jak w przypadku nogogłaszczków. Owalna opistosoma (odwłok) ma 8,2 mm długości i 5 mm szerokości. Ubarwiona jest brązowawoszaro, z wierzchu z nieregularnymi znakami brązowymi w częściach przedniej i bocznych oraz pięcioma pośrodkowymi szewronami w części tylnej, od spodu zaś nielicznymi brązowymi kropkami i U-kształtną linią. Kądziołki przędne są pomarańczowobrązowe z żółtawobrązowo rozjaśnionymi częściami odsiebnymi. Genitalia samicy mają nieco szersze niż dłuższe pole epigynalne, silnie rozbieżne ku przodowi rowki płatów bocznych płytki płciowej, półtorakrotnie szerszą niż długą, prostokątną i pozbawioną przedniego trzonka pośrodkową przegrodę tejże płytki, przednio-bocznie umieszczone przewody zapłodnieniowe oraz wulwę z równolegle biegnącymi otoczkami układu kanalików wewnętrznych.

## Rozprzestrzenienie
Gatunek neotropikalny, południowoamerykański, endemiczny dla stanu Rio de Janeiro w Brazylii. Znany tylko z miejsca typowego.